# 文县卫矛
文县卫矛（学名：Euonymus wensiensis）为卫矛科卫矛属下的一个种。